# SEM Cars
SEM Cars war ein britischer Hersteller von Automobilen.

## Unternehmensgeschichte
Tony Edwards und Terry Steptoe, die zuvor bei TVR tätig waren, gründeten 1988 das Unternehmen in Poulton-le-Fylde in der Grafschaft Lancashire. Sie begannen mit der Produktion von Automobilen und Kits. Der Markenname lautete Sem. 1992 endete die Produktion. Eine andere Quelle gibt den Produktionszeitraum mit 1989 bis 1991 an. Insgesamt entstanden etwa vier Exemplare.

## Fahrzeuge
Das einzige Modell war der Saiga. Er ähnelte dem TVR 3000 M. Die Basis bildete ein Spaceframe-Rahmen aus Stahlrohren. Darauf wurde eine Coupé-Karosserie montiert. Vierzylindermotoren vom Ford Cortina trieben die Fahrzeuge an.